# レイキャヴィーク・エナジー
レイキャヴィーク・エナジー（アイスランド語: Orkuveita Reykjavíkur、略称: OR）は、アイスランドのレイキャヴィーク市、アクラネース町、ボルガルビルド自治体が所有する共同所有企業である。1999年に設立され、2001年の法律第139号および2013年の法律第136号に基づいて運営されている。主な事業は、電力供給、地熱を利用した暖房供給、水道、排水処理、電力および温水・冷水の生産と販売である。

## 組織
レイキャヴィーク・エナジーは、レイキャヴィーク市（94%）、アクラネース町（5%）、ボルガルビルド自治体（1%）が所有する共同所有企業である。

## 事業内容

### 暖房供給
レイキャヴィーク・エナジーは、首都圏で世界最大の地熱暖房システムを運営するほか、南部および西部の小規模な暖房供給システムも管理している。主な熱源は、300 MWの熱出力を有するネスヤヴァトラ発電所である。レイキャダルール（モスフェルスバイル）などの低温地熱地帯からは600 MWの出力が得られ、ヘリスヘイディ発電所では133 MWの温水が生産されている。

### 電力供給
電力供給は、ファクサ湾周辺の5つの自治体（レイキャヴィーク、コパヴォーグル、モスフェルスバイル、アクラネース、ガルザバイル）に及び、国民の約半数にサービスを提供している。

### 水道
レイキャヴィーク・エナジーは、管轄地域内で13の水道システムを運営し、さらに2つの自治体に飲料水を卸売りしており、国民の半数以上に水道サービスを提供している。

### 排水処理
6つの地域で排水処理システムを所有し、追加で2つの自治体のポンプ場を運営しており、国民の約半数に排水処理サービスを提供している。

## 歴史
レイキャヴィーク・エナジーは、1999年1月1日にレイキャヴィーク電力会社とレイキャヴィーク暖房会社の合併により設立された。レイキャヴィーク電力会社は1921年に、レイキャヴィーク暖房会社は1946年にそれぞれ設立された。2000年にはレイキャヴィーク水道会社（1909年6月16日設立）がレイキャヴィーク・エナジーに統合され、初代CEOには元水道会社長のグドムンドゥル・ソロッドソンが就任した。
2000年5月1日にはソルラゥクスホプンの暖房会社、2001-2002年の年末年始にはアクラネース、ボルガルビルド、ボルガルフィヨルズスヴェイトの各暖房会社が統合された。さらにビフロストの暖房会社も加わった。この際、レイキャヴィーク・エナジーは市営企業から共同所有企業に改組され、レイキャヴィーク市、アクラネース、ハフナルフィヨルズ、ガルザバイル、ボルガルビルド、ボルガルフィヨルズスヴェイトが株主となった。2002年末にはガルザバイルが保有株式を売却した。
2004年には東部水道、フヴェラゲルジ暖房会社、オルフス水道が、2006年初頭にはレイキャヴィーク、アクラネース、ボルガルビルド、ボルガルフィヨルズスヴェイトの排水処理システムがそれぞれ統合された。

### 2007年10月の論争
2007年10月、子会社レイキャヴィーク・エナジー・インベスト（REI）の株式売却およびゲイシール・グリーン・エナジー（GGE）との合併計画を巡り、「REI問題」と呼ばれる大きな論争が起こった。この論争は、レイキャヴィーク市議会の独立党と進歩党による多数派の崩壊につながった。
論争は、レイキャヴィーク・エナジー（OR）、その子会社REI、投資会社FLグループとグリトニル銀行が過半数を所有するGGEの合併計画に端を発する。REIとGGEの合併は、海外進出での協力強化を目的としていた。2007年10月1日のREI取締役会で、株式購入オプション契約が決定され、GGEとの合併の基礎が築かれた。ORの従業員はREIの株式を売却前に購入可能で、569人が10月10日までに購入を申し込んだ。特に重要な従業員グループは、低価格で数百万クローナ相当の株式を購入できる特権が与えられたが、この選定基準は不明確で、論争の主因となった。合併後の新会社の株式価値は急上昇すると予想された。
合併後のREIの価値は約650億クローナとされ、ヤルズボラニル、Enexの6億クローナの株式、スーズルネース暖房会社（HS）の48.58%（ORの16.58%＋GGEの32%）、ORからの46億クローナの現金などで構成された。無形資産（研究許可、のれん、進行中のプロジェクトなど）は100～110億クローナと推定された。ORのCEOが市長に提出した10月7日のメモでは、売却価格3～4クローナに基づき、ORの持分は250～330億クローナと算定された。

#### 10月3日の会議
10月2日夜、翌3日のOR所有者会議が招集され、REIが議題とされたが詳細な議事は事前に公開されなかった。少数派は招集が不適切と抗議した。会議ではREIとGGEの合併が発表され、購入オプション契約が提示され、少数派の指摘を受けて修正された。市長ヴィルヒャルムル・Þ・ヴィルヒャルムソン（以下、ヴィルヒャルムル）は、特権的購入権を持つ従業員リストを見ていないと主張したが、REIのCEOグドムンドゥル・ソロッドソンと左翼緑の運動の指導者スヴァンディス・スヴァヴァルスドッティルはリストが会議で提示されたと述べた。ヴィルヒャルムルは、ORの会長ハウクル・レオソンから「REIの特定従業員が投資可能」と詳細に説明されたと認めつつ、リストの閲覧は求めなかったと述べた。彼は特権を「主要従業員」に限定せず、OR全従業員に同条件で提供するよう要求し、10月6日のREI取締役会でこれが承認された。ただし、ビャルニ・アルマンソンとヨン・ディドリク・ヨンソンは除外された。

#### 信頼の危機
グドムンドゥル・ソロッドソンは購入オプション契約を正当化し、「これが市場の慣行」と主張。ヴィルヒャルムルは独立党市議団から、議会委任なしでの交渉を批判されたが、彼は10月5日に党員が党首ゲイル・H・ハールデや副党首ソルゲルズル・カトリン・グンナルスドッティルと彼抜きで会合したことを裏切りと非難。OR副会長で進歩党市議のビョルン・インギ・フラフンソンは、ORのREI持分売却に反対し、時期尚早と主張した。
10月8日、独立党市議団の長時間会議後、ORのREI持分売却とハウクル・レオソンのOR会長解任が決定され、市議が後任に就く予定だった。ヒョルレイフル・B・クヴァランが新CEOに任命された。ビョルン・インギは引き続き売却に反対。ヴィルヒャルムルはビャルニの契約は知っていたが他の契約の詳細は不明と述べ、グドムンドゥルはこれに驚きを表明した。
社会民主同盟の市議ダグル・B・エッゲルトソンは、売却で100億クローナを得ても400億クローナの機会損失が生じると警告。10月10日の市議会で、少数派はビョルンにREI売却阻止の連携を提案したが、彼は即答を避けた。

#### 他の関係者の反応
ORはスーズルネース暖房会社（HS）の16.58%をREIに拠出し、売却予定だった。レイキャネースバイル市長アルニ・シグフッソンとハフナルフィヨルズル市長ルーズヴィーク・ゲイルソンらは、両自治体がORのREI持分に優先購入権を主張し、GGEも同様の権利を持つと主張した。
10月11日の『モルグンブラジズ』紙では、ヘイムダルルが市議会多数派の「和解と団結」を歓迎（10月8日付声明）、レイキャヴィークの青年社会民主党がREI売却を「悪案」と批判、アクラネースの左翼緑の運動が「非民主的な手法」を非難する声明が掲載された。

#### 国民オンブズマンの質問
10月10日の臨時市議会で、ORとREIを巡る議論が激化した。市長は、REIとGGEの合併を6～7週間で完了し、ORのREI持分売却の助言を得ると主張。ビョルン・インギは即時売却を「軽率」と批判。ダグルは即時売却に警告を発した。国民オンブズマン、トリッグヴィ・グンナルソンがOR所有者に12の質問を送付し、主に合併の合法性を問うた。質問は以下の通り：
1. REI設立はOR所有者会議で承認されたか？いつか？
2. ORのどの資産がREIに移されたか？
3. ビャルニ・アルマンソンが8～9月に購入した5億クローナの株式はOR所有か？所有者会議で承認されたか？
4. 10月3日のOR所有者会議でREIとGGEの合併の議決権は誰が持ったか？
5. REIの個人株式購入を承認したOR所有者会議の議事録の提供。
6. ORの株主自治体の市長/町長の民間売却権限に関する自治体の見解。
7. 質問1、2、3、5の承認が自治体でいつ行われたか。
8. 民間への株式売却における平等原則の適用に関する自治体の説明。
9. 自治体代表が平等原則を遵守したか。
10. ORからREIに移された資産の評価は、OR/REIの従業員・役員のみか、第三者も関与したか？
11. ORの意思決定における市長/町長の適格性に関する規則。
12. 自治体議員のOR取締役兼任の適格性に関する規則。

#### 10月11日以降の展開
10月11日朝、ビョルン・インギの義父母宅で秘密会議が開かれ、ビョルン、ダグル、スヴァンディス、自由党のオラフル・F・マグヌソンが出席。同時刻、ビョルンはホフズィでの独立党会議を欠席。独立党の懸念は現実となり、ビョルンらは14時に新多数派の合意を締結した。

##### 記者会見
ビョルンはヴィルヒャルムルに連立解消を伝え、レイキャヴィーク湖畔で記者会見を開き、進歩党と独立党の連立終了を発表。ビョルンは社会民主同盟、左翼緑の運動、独立議員マルグレット・スヴェリスドッティルと新多数派を形成。ダグルが新市長、ビョルンが市議会運営委員長、マルグレットが市議会議長、スヴァンディスが新多数派の議会代表兼市長代理に就任した。独立党はこれに強い不満を示した。
新多数派結成後、各党は市内で党員会議を開き、状況を説明。政治家、評論家、ブロガーらが論争を展開し、ビョルン、ヴィルヒャルムル、独立党議員、新多数派への批判が飛び交った。元進歩党市議アルフレズ・ソルステインソンが旧多数派崩壊に関与したとされた。

##### 独占契約問題
10月13日、『モルグンブラジズ』は、ORがREIに20年間の独占サービス契約（地熱研究、マーケティング、計画など）を10月3日に結んでいたと報じた。ヒョルレイフル・クヴァランは、この契約がREIの無形資産100億クローナの根拠と説明。10月3日の合併発表では契約が言及されず、アイスランド国営放送が10月12日に初報。ヒョルレイフルは3日会議出席者が契約を知っていたと主張したが、英語版のみだったと認めた。契約は3日会議が違法なら無効と述べた。
ヴィルヒャルムルは契約が3日会議で議論されず、想定以上の独占性を持つと批判。ORが他社に海外でサービス提供する際、REIを経由する必要がある点や、REIが「Reykjavik Energy」の名称使用を許可された点を知らなかったと述べ、署名書類を十分確認せず、ビョルンやハウクル、スタッフに依存したことを認めた。
ビャルニ、ハウクル、ヒョルレイフルは、ヴィルヒャルムルが9月23日の自宅会議で契約を知っていたと主張。ビャルニは日本語メモを数時間検討し、コピーを残したと述べたが、ヴィルヒャルムルはこれを否定し、提示された内容は3日会議の提案と類似で独占契約とは明示されていなかったと反論。
元REI会長ビョルン・アウルセール・ペートゥルソンは、8月23日に5～10年の解除可能な契約が議論されたが、20年の非解除契約は当時提案されていなかったと述べた。

##### 合併の無効化の可能性
独立党市議ソルビョルグ・ヘルガ・ヴィグフスドッティルは、独占契約により状況が一変し、合併無効化を検討すべきと述べた。スヴァンディスとマルグレットも同様の見解を示した。REI会長ビャルニ・アルマンソンとGGE会長ハンネス・スマウラソンは合併継続を主張し、無効化は機会損失と警告。
10月15日、スーズルネース暖房会社の株主総会で、新市議会多数派に検討時間を与えるが、早期の方針策定が求められた。アルニ・シグフッソンは、REIのハフナルフィヨルズル持分優先購入権が夏の合意に反すると主張。
同日、スヴァンディスが10月3日の所有者会議の合法性を問う訴訟をレイキャヴィーク地方裁判所に提訴。弁護士ラグナル・H・ハルは審理期間を数週間と予想。訴訟敗訴かつ市議会が判決に不服の場合、ORはREIの他の所有者と会議を開き、スーズルネース暖房会社持分などを理由に契約変更または無効化を求める可能性がある。10月16日、EFTA監視機関はORに関する苦情を受け、詳細な調査を行うと発表。
10月16日の市議会で、ヴィルヒャルムルは独立党市議の提案として、10月3日のOR所有者会議と独占契約などの決定の合法性を支持するスヴァンディスの意見を承認する動議を提出。
2008年1月30日、『モルグンブラジズ』は、ギャラップ・キャパセントがクレディットインフォ向けに行った調査で、REI問題が前年の最大のニュースとされたと報じた。

## 子会社
レイキャヴィーク・エナジーには7つの子会社がある：Veitur、OR-Vatns- og fráveita、Orka náttúrunnar、ON Power、Ljósleiðarinn、Carbfix、OR-Eignir。2014年初頭、2003年の電力法第65号に基づく独占事業と競争事業の分離が実施され、レイキャヴィーク・エナジーの組織再編が行われ、各事業分野の子会社が設立された。

### Veitur ohf.
インフラの建設と運営。執行役員はソルルン・クリスチャンスドッティル。

### レイキャヴィーク・エナジー - 水道・排水 sf.
自治体の法定水道・排水サービスの建設と運営。Veiturが全業務を担当。

### Orka náttúrunnar ohf.
ネスヤヴァトラ地熱発電所とアンダキルスオー水力発電所の所有と運営。地熱発電所は首都圏の温水供給も担う。執行役員はアルニ・フランナル・ハラルドソン。

#### ON Power ohf.
ヘリスヘイディ発電所の運営を目的としたリスクヘッジ会社で、決済通貨は米ドル。Orka náttúrunnarが全業務を担当。

### Ljósleiðarinn ehf.
高速データ通信システム「Ljósleiðarinn」の建設と運営。執行役員はエイナル・ソラリンソン。

### Carbfix hf.
二酸化炭素の捕捉・貯留に関する研究、イノベーション、コンサルティング会社。執行役員はエッダ・シフ・ピンド・アラドッティル。

## 本社
レイキャヴィーク・エナジーの本社は、レイキャヴィークのBæjarháls 1にあり、2003年4月23日にスーズルランズブロート34から移転した。新本社の設計コンペでは、HornsteinarとTeiknistofa Ingimundar Sveinssonarが最優秀賞を受賞した。建設費用は当初の予定を大幅に超え、総額約58億クローナに達した（モルグンブラジズ紙による）。旧本社の売却により18億クローナが得られた。